# (Can't Get My) Head Around You
«(Can't Get My) Head Around You» és el dinovè senzill de la banda californiana The Offspring, el segon de l'àlbum Splinter. Posteriorment fou inclosa en la compilació Greatest Hits (2005).
El videoclip filmat per promocionar el senzill fou dirigit per Joseph Kahn. Va comptar amb la col·laboració de Chris Watts per la supervisió dels efectes visuals i el sistema múlticàmera que controlava les aproximadament 125 càmeres que van utilitzar per filmar el videoclip. Fou el primer videoclip de la banda que mostrava a Atom Willard en la bateria. També fou inclòs en la compilació de videoclips Complete Music Video Collection (2005).

## Llista de cançons
| Núm. | Títol                                           | Durada |
| ---- | ----------------------------------------------- | ------ |
| 1.   | «(Can't Get My) Head Around You»                | 2:14   |
| 2.   | «Gotta Get Away» (directe)                      | 3:46   |
| 3.   | «Come Out and Play» (directe)                   | 3:12   |
| 4.   | «The Kids Aren't Alright» (BBC Radio 1 Session) | 4:16   |

| 1. | «(Can't Get My) Head Around You»                  | 2:14 |
| 2. | «Hit That» (directe)                              | 2:50 |
| 3. | «Come Out and Play» (directe)                     | 3:12 |
| 4. | «Gotta Get Away» (directe)                        | 3:46 |
| 5. | «The Kids Aren't Alright» (BBC Radio 1 Session)   | 4:16 |
| 6. | «(Can't Get My) Head Around You» (Video CD Extra) | 2:16 |